# Boj s tenju 2: Revansj
Boj s tenju 2: Revansj (russisk: Бой с тенью 2: Реванш) er en russisk spillefilm fra 2007 af Anton Megerditjev.

## Medvirkende
- Denis Nikiforov som Artjom Koltjin
- Jelena Panova som Vika
- Andrej Panin som Valiev
- Pavel Derevjanko som Timokha
- Darrick Akey